# 더 섀도 브로커스
더 섀도 브로커스(The Shadow Brokers, TSB)는 2016년 여름에 처음 등장한 해커 그룹이다. 이들은 제로 데이 공격 도구를 포함한 미국 국가안보국(NSA)의 해킹 도구들의 일부를 유출하여 게시하였다. 이러한 공격과 취약점들은 기업 방화벽, 바이러스 검사 제품, 마이크로소프트 제품을 목표로 두었다.
몇 명인지도, 배후가 누군지도 모르는 해커 집단이다. 비슷한 포지션으로 Equation Group이 있다. Equation Group의 경우 NSA 소속으로 추정된다.
최근에 알려진 해커 집단이라 정보가 없으며 스노든의 말 때문에는 러시아의 해커 집단으로 추정되지만, 아직까지는 추정 상태라서 정확한 정보는 불명이다.

## 명칭
여러 뉴스 출처에 따르면 그룹의 이름은 매스 이펙트(Mass Effect)라는 비디오 게임 시리즈의 캐릭터를 참조했을 가능성이 크다. 맷 스위치(Matt Suiche)는 이 캐릭터에 대하여 정보를 거래하는 대형 조직의 본점에 위치한 인물로서, 최고 입찰인에게 정보를 판매한다고 설명하였다.

## 유출 역사
- 최초 유출: "Equation Group Cyber Weapons Auction - Invitation"
- 2차 유출: "Message #5 - TrickOrTreat"[when?]
- 3차 유출: "Message #6 - BLACK FRIDAY / CYBER MONDAY SALE"
- 4차 유출: "Don't Forget Your Base"
- 5차 유출: "Lost in Translation"
  - 이터널블루: 200,000개 이상의 머신이 처음 2주 안에 감염되었으며[8] 2017년 5월에 주요 워너크라이 랜섬웨어 공격은 서버 메시지 블록(SMB)에 대한 이터널블루 공격을 사용하여 스스로를 전파시켰다.[9]